# Torre Boston
La Torre Boston será un edificio ubicado en Avenida Santa Fe #482, Colonia Cruz Manca, en el distrito de Santa Fe, alcaldía Cuajimalpa en la Ciudad de México, se encuentra en proyecto el edificio, y será edificado por la constructora Gicsa, además de formar parte del proyecto City Santa Fe, su construcción comenzó a principios del año 2006, y tendrá fin en el año 2010.

## La Forma
- Su altura será de 130 a 140 metros aproximadamente y tendrá 32 pisos con 7 niveles de estacionamiento subterráneo.
- El edificio está equipado con 10 elevadores (ascensores) del alta velocidad que se moverán a una velocidad de 6.7 metros por segundo.

## Detalles Importantes
- Es parte del denominado proyecto City Santa Fe Etapa II junto con City Santa Fe Torre México.
- Su construcción finalizará en el año 2010.
- Su uso será residencial y tendrá 98 departamentos.
- Cabe destacar de su construcción que es de los nuevos edificios altos del distrito de Santa Fe junto con Santa Fe Pads, Arcos Bosques Corporativo, City Santa Fe Torre Ámsterdam, Arcos Bosques y City Santa Fe Torre Milán y formara parte de la segunda fase de construcción de Ciudad Santa Fe, al igual que Torre México, Torres City Santa Fe.
- El edificio estará equipado con las más altas normas de seguridad sísmica.
- Los materiales que se usarán para construir este edificio serán aluminio, concreto armado y vidrio.
- Será considerado un edificio inteligente, debido a que el sistema de luz es controlado por un sistema llamado B3, al igual que el de Torre Mayor, Torre Ejecutiva Pemex, World Trade Center México, Torre Altus, Arcos Bosques, Arcos Bosques Corporativo, Torre Latinoamericana, Edificio Reforma 222 Torre 1, Haus Santa Fe, Edificio Reforma Avantel, Residencial del Bosque 1, Residencial del Bosque 2, Torre del Caballito, Torre HSBC, Reforma 222 Centro Financiero, City Santa Fe Torre Ámsterdam, Santa Fe Pads, St. Regis Hotel & Residences, Torre Lomas.

## Datos clave
- Altura: 130 a 140 metros.
- Área total: 78,000 metros cuadrados.
- Espacio de habitaciones: 29,000 metros cuadrados.
- Pisos: 7 niveles subterráneos de estacionamiento en los 39 niveles totales.
- Condición: en construcción.
- Rango:
  - En México: 2011: 51.er lugar
  - En Ciudad de México: 2011: 37.º lugar
  - En Santa Fe: 2011: 9º lugar